# Kondołowo
Kondołowo (bułg. Кондолово) – wieś w południowo-wschodniej Bułgarii, w obwodzie Burgas, w gminie Carewo. Według danych Narodowego Instytutu Statystycznego, 31 grudnia 2011 roku wieś liczyła 13 mieszkańców.

## Zabytki
W miejscowości znajdują się stare domostwa, które zachowały charakterystyczną architekturę.